# Sabine Brandt

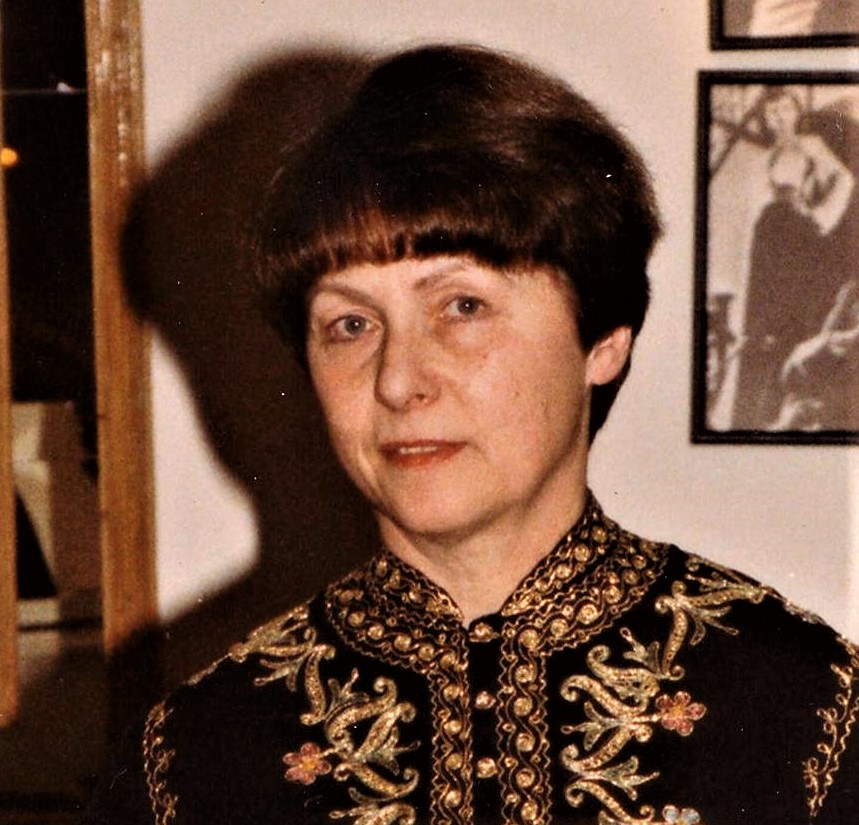
Sabine Brandt in den 1980ern

Sabine Brandt (eigentlich Sabine Rühle; * 18. April 1927 in Berlin; † 10. November 2018 in Köln) war eine deutsche Schriftstellerin, Journalistin und Kritikerin. Bekannt wurde Sabine Brandt durch ihren Roman Einmal Berlin, einfach (1991) und die Biographie des Schriftstellers Erich Loest Vom Schwarzmarkt nach St. Nikolai (1998). Von Brandt sind zahlreiche Zeitungsartikel und Literaturkritiken erschienen. Sie galt vor allem als besondere Kennerin der Literatur in der DDR.

## Leben
Sabine Brandt wuchs in Berlin-Lichterfelde, Hindenburgdamm, auf, eben in dem Haus 128, in dem auch ihr Roman handelt. Ihr Vater war der promovierte Physiker Erich Brandt. In Lichterfelde besuchte sie von 1937 bis 1945 die Goethe-Oberschule (von 1938 bis 1945: „Karin-Göring-Oberschule“), wo sie 1946 ihr Abitur ablegte (inzwischen Goethe-Gymnasium). Nach dem Zweiten Weltkrieg nahm sie ein Studium der Germanistik, Philosophie und Anglistik in der heutigen Humboldt-Universität in Berlin-Ost auf. In dieser Zeit erschienen bereits erste Artikel zu unterschiedlichen kulturellen und politischen Themen, vor allem in der Berliner Zeitung und im Sonntag.
Nach ihrem Studium arbeitete Brandt in den 1950er-Jahren als Journalistin für die Berliner Zeitung in Ost-Berlin, hatte ihren Wohnsitz aber weiterhin im Westteil der Stadt (Lichterfelde und später Moabit). Im September 1950 heiratete sie Jürgen Rühle, August 1951 wurde Sohn Dietrich geboren. Ab Mitte 1954 kamen die Eheleute immer mehr zu der Erkenntnis, dass es von Tag zu Tag weniger möglich wurde, die eigenen Meinungen schriftstellerisch auszudrücken. Ab März 1955 mieden sie aus Sicherheitsgründen den Ostsektor Berlins. Aber für Gegner des ostdeutschen Regimes war selbst Berlin-West kein sicherer Ort. Das ostdeutsche Ministerium für Staatssicherheit beschattete ständig die Familie (bis hin zum Kindergartenbesuch des Sohnes) und man hatte Schicksale wie das des aus dem Westen entführten und später in Moskau hingerichteten Walter Linse vor Augen. Schließlich zog die Familie Rühle Anfang 1958 auf dem Luftweg nach Köln.
In Köln war sie von etwa 1959 bis 1964 zusammen mit Ehemann Jürgen Rühle Mitglied im Kongress für kulturelle Freiheit (Congress for Cultural Freedom, CCF), zeitweise Geschäftsführerin der Kölner Sektion. Der Kongress für kulturelle Freiheit setzte sich in Deutschland für die Freiheit politischer Gefangenen ein, insbesondere solcher in der DDR, z. B. Günter Zehm, Heinz Brandt und Siegfried Ihle. Hier stand sie in enger Zusammenarbeit mit Heinrich Böll, Manès Sperber, Marcel Reich-Ranicki, Wolfgang Leonhard, Friedrich Torberg, François Bondy, Gerd Ruge, Carola Stern und vielen anderen. Die Eheleute Rühle gehörten dadurch auch zu den Teilnehmern an der Gründungsversammlung der deutschen Sektion von Amnesty International. Die bundesdeutsche Sektion von Amnesty International wurde Ende am 28. Juli 1961 in Köln gegründet und am 25. September 1961 als erste Sektion noch unter dem Namen „Amnestie-Appell“ in das Vereinsregister eingetragen (Ende September 1962 umgeschrieben auf den neuen Namen Amnesty International).
Sabine Brandt schrieb unzählige Zeitungsartikel und Literaturkritiken, darunter rund ein halbes Jahrhundert lang Buchbesprechungen für die Frankfurter Allgemeine Zeitung. Von 1973 bis 1988 arbeitete sie als Redakteurin in der Abteilung „Osteuropa“ und später in der Hauptabteilung „Politik und Wirtschaft“ beim deutschen Auslandssender Deutsche Welle in Köln.
Besondere Bedeutung kommt ihrem 1991 erschienenen Roman Einmal Berlin, einfach zu, in dem sie den Weg eines unehelich geborenen Mädchens beschreibt, das vor dem Ersten Weltkrieg noch minderjährig auf abenteuerlichen Wegen aus dem äußersten Osten des damaligen Deutschen Reiches nach Berlin kommt, um Krankenschwester zu werden, dort einen promovierten Akademiker heiratet und später ihren Sohn im Zweiten Weltkrieg verliert. Grundlage dieses Romans ist die Lebensgeschichte ihrer Mutter Else Brandt, wenn auch künstlerisch verfremdet (so kommt z. B. die Autorin selbst in der Geschichte nicht vor, und während ihr Bruder Dietrich in Wirklichkeit an der Ostfront fiel, kehrt im Roman der Sohn der Heldin einfach nur nicht mehr zurück). Die Besonderheit des Romans ist die detailgetreue Wiedergabe der damaligen Zeit mit ihren bürgerlichen, antisemitischen und sonstigen Strömungen, wodurch das Buch auch dokumentarischen Wert hat.
Nach der Scheidung von Jürgen Rühle im Dezember 1975 behielt sie den Namen Rühle, veröffentlichte aber weiter unter ihrem Mädchennamen Sabine Brandt, unter dem sie auch während der Ehe publiziert hatte. Von 1981 bis zu dessen Tod 1998 lebte sie in Köln mit Theodor Arnold, Redakteur der Deutschen Welle, zusammen. Dort lebte und arbeitete sie bis zu ihrem Tod im November 2018 im Alter von 91 Jahren.

## Schriften (Auswahl)
- mit Jürgen Rühle: Die Schriftsteller und der Kommunismus in Deutschland. Sonderedition für das Ministerium für gesamtdeutsche Fragen, 1960, Kiepenheuer & Witsch, Berlin / Köln.
- mit Jürgen Rühle: Literatur und Gesellschaft in der DDR. Mitteldeutsche Vorträge. 1969, Kammerwegverlag.
- Einmal Berlin, einfach. Roman. Luebbe Verlagsgruppe, Bergisch Gladbach 1991, ISBN 3-7857-0487-9 (1993: 3-404-11982-7; 1996: 9783785704875).
- Vom Schwarzmarkt nach St. Nikolai – Erich Loest und seine Romane. Linden Verlag, 1998, ISBN 978-3-86152-000-9.